# Aeroportul Río Dulce
Aeroportul Río Dulce (IATA: LCF, ICAO: MGRD) este un aeroport din Departamento de Izabal⁠(d), Guatemala.
Situat la o altitudine de 13 m, aeroportul dispune de o singură pistă.